# Seer
Seer est un groupe autrichien de Grundlsee.

## Histoire
Après la dissolution du groupe pop Joy et une courte apparition en solo sous le nom de Freddy Jay, Alfred Jaklitsch commence un nouveau projet musical mêlant la musique traditionnelle autrichienne et la musique pop d'aujourd'hui. En 1995, il produit une centaine de maxi-CD et reçoit des encouragements. Seer est fondé officiellement en 1996, son premier album Über’n See sort la même année.
En 2002, l'album Junischnee est pendant 111 semaines dans les meilleures ventes autrichiennes. L'année suivante, Junischnee est numéro un des ventes, Seer remporte l'Amadeus Austrian Music Award (de) du meilleur groupe pop-rock. Avec l'album Hoffen, glauben, liab’n en 2009, il est le vainqueur dans la catégorie "Schlager".

## Discographie

### Albums
- 1996: Über’n See (bonus: Hey, Schäfer)
- 1998: Auf + der Gams nach
- 1999: Baff!
- 2000: Gössl
- 2001: Guats G’fühl
- 2001: Gold (Double-CD Über’n See/Auf und der Gams nach)
- 2002: Das Beste (Wild’s Wasser)
- 2002: Junischnee
- 2003: Gold Vol. 2 (Double-CD Baff!/Gössl)
- 2003: Aufwind
- 2003: Das Beste 2
- 2004: Über’n Berg
- 2005: Lebensbaum
- 2006: Seerisch – Ihre größten Stimmungshits
- 2006: s’ Beste! (Double-CD)
- 2006: Das Beste
- 2007: 1 Tog
- 2008: Live! – 10 Jahre Open Air Grundlsee
- 2009: Hoffen, glauben, liab’n
- 2010: Wohlfühlgfühl
- 2012: Grundlsee
- 2013: Dahoam

### Maxi-CD
- 1995: Jodlertrance
- 1997: Fix auf da Alm
- 1997: Iß mit mir
- 1997: Hey! Schäfer
- 1998: Kirtog
- 1999: A Wetta is immer und überall
- 2003: Es braucht 2
- 2005: Sun, Wind + Regen

### Singles
- 1999: Wild’s Wasser
- 2000: Koane 10 Rösser
- 2000: Sumaregn
- 2000: Schene Weihnacht
- 2001: Amerika gibt’s nit
- 2001: 2 ½ Sekunden
- 2002: Eiskristall
- 2005: Eiskristall (Version 2005)